# Rolon
Rolon, također nazivan Rolf ili Rou, francuski Rollon, straonorveški Hrólfr (?, 846. ili 860. – Normandija, oko 932.), skandinavski ratnik, koji je osnovao vojvodstvo Normandija.
Prema nordijskoj mitologiji, Rolon se osamostalio od danskoga kralja Haralda I. Modrozubog i postao vođa normanskih (danskih) gusara koji su pljačkali Škotsku, Englesku, Flandriju i Francusku. Početkom 10. stoljeća, Rolonova vojska je pljačkala po Francuskoj, zauzeli su područje oko ušća Seine. Godine 910., Normani su bezuspješno opsjedali Pariz. Francuski kralj Karlo III. Bezazleni je teško porazio Rolona kod Chartresa. Prema miru iz Saint-Clair-sur-Eptea 911. godine, Rolon je morao prestati s pljačkama i postati kraljev vazal, a kralj mu je dao upravu nad područjem uz donji tok Seine, koje će se prozvati Normandijom. Tako je stvoreno vojvodstvo Normandija. Kršten je imenom Robert 912. Podupirao je kralja Karla III. u ratu s njegovim suparnicima. Utemeljitelj dinastije vojvodâ od Normandije. Predao je upravljanje vojvodstvom svome sinu Vilimu I. Dugom Maču 927.

## Poveznice
- Normani
- Normanska dinastija
- Vojvodstvo Normandija